# 라디오 오키나와

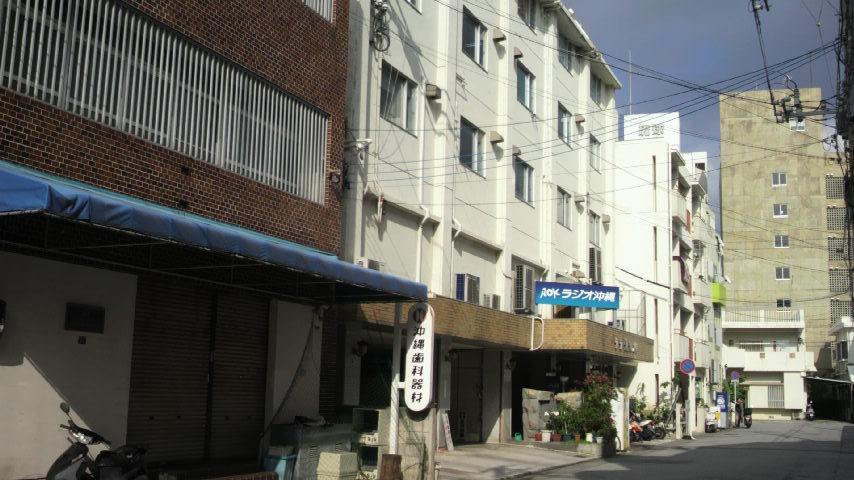
라디오 오키나와 본사

라디오 오키나와는 1960년 7월 1일 오키나와현에서 중파단영방송국으로 개국했다.
약칭은 ROK, 콜사인은 JOXR이다.

## 연혁
- 1960년 7월 1일 일본에서 43번째 , 오키나와에서 2번째로 중파방송 개시.(1370kc※ 3kw　KSDT)　※=현재의 kHz
- 1962년 4월 22일 주파수 780kc, 출력 5kW로 주파수와 출력을 변경한다.
- 1965년 5월 3일 라디오 네트워크 NRN에 가맹.
- 1972년 5월 15일 오키나와의 일본복귀에 따라 콜사인을 JOXR로 변경하고 동시에 정식으로 NRN에 가맹.
- 1977년 4월 4일 닛폰방송에서 방송하는 심야방송「올나이트 니폰」방송 개시
- 1978년 11월 23일 중파주파수 간격변경에 의해서 주파수를 783kHz로 변경.
- 1997년 4월 27일 CS위성방송을 통해 「하이사이!라디오 506」방송 개시.
- 1998년 8월 1일 주파수와 출력 변경.(783kHz 5kW → 864kHz 10kW)
- 2001년 4월 1일 나고 라디오 중계국,구니가미 라디오 중계국이 FM으로 개국(RBCi와 동시개국, 이후 라디오 오키나와의 중계국은 FM으로 개국하게 된다)
- 2001년 9월 30일 「하이사이!라디오 506」방송 종료.
- 2004년 4월 1일 이시가키 중계국,이리오모테소나이 중계국,요나구니 중계국이 개국
- 2005년 4월 1일 미야코 지구에 중계국이 개국(미야코섬에 미야코섬 중계국과 타라마에서 타라마 중계국을 RBCi와 같이 개국).
- 2007년 4월 1일 미나미다이토 중계국이 개국(NHK 오키나와 방송국·RBCi 라디오와 동시형태로)
- 2007년 9월 공식 모바일 사이트가 오픈.
- 2017년 12월 16일 나하 FM보완중계국 개국.

## 방송국 데이터
| 중계국              | 콜사인 | 주파수  | 출력 | 비고                  |
| ------------------- | ------ | ------- | ---- | --------------------- |
| 나하 방송국         | JOXR   | 864kHz  | 10kW |                       |
| 나하 FM 보완중계국  |        | 93.1MHz | 1kW  |                       |
| 나고 중계국         |        | 80.1MHz | 100W | 2001년 4월 방송 개시  |
| 구니가미 중계국     |        | 86.3MHz | 100W | 2001년 4월 방송 개시  |
| 미야코지마 중계국   |        | 84.1MHz | 100W | 2005년 4월 방송 개시. |
| 타라마 중계국       |        | 83.6MHz | 3W   | 2005년 4월 방송 개시. |
| 이시가키 중계국     |        | 87.8MHz | 100W | 2004년 4월 방송 개시. |
| 소나이 중계국       |        | 81.5MHz | 10W  | 2004년 4월 방송 개시. |
| 요나구니 중계국     |        | 79.5MHz | 10W  | 2004년 4월 방송 개시. |
| 미나미다이토 중계국 |        | 79.6MHz | 10W  | 2007년 4월 방송 개시. |

## 보충서술
- 중계국 수신 상태는 RBCi에 비교하면 약간 좋지 않다(송신 장소는 RBCi와 같다).
- 1990년대 후반 중파 라디오를 류큐 방송과 공동으로 경영하는 대신 당시 오키나와에 설립될 예정이었던 4번째 민영 텔레비전 방송국 경영에 참가할 계획도 있었지만, 1999년 4번째 민영 텔레비전 방송국에 대한 일본 우정성(당시)의 주파수 할당 취소방침에 따라 무산되었다.
- 일찍이 중심 방송국(분카방송·닛폰방송)과의 네트워크 프로그램이 전화를 통해 라디오를 듣고 있는 것처럼 알아 듣기 어려웠지만, 1997년 가을 프로그램 개편을 기점으로 많이 개선되었다고 한다.
- 다른 나라의 중파방송국과 혼신이 심해서 중계국은 모두 초단파(FM)를 이용해서 방송하고 있다.(다른 오키나와 지역 라디오 방송국들도 대다수 중계국은 초단파를 이용해 방송하고 있다.)
- 콜사인은 원래 도카이 지역에 있던 라디오 방송국 긴키 도카이 방송의 콜사인이었지만 긴키 도카이 방송이 도카이 지역의 다른 AM방송국인 라디오 도카이와 경영 통합·합병을 하게 되어 반납한 것으로 오키나와의 일본 복귀후 일본 방송법에 따른 콜사인 변경 당시부터 사용을 시작했다.

## 오키나와현에 있는 다른 텔레비전·라디오 방송국
- NHK 오키나와 방송국
- 류큐 방송(RBC)(TV는 도쿄 방송 계열,라디오는 JRN 계열이며 라디오 부문은 현재 분사화하여 RBCi라디오로 불림)
- 오키나와 TV 방송(OTV) (후지 TV 계열)
- 류큐아사히 방송(QAB）(TV 아사히계열)
- FM오키나와 (JFN계열)